# Cornigerius maeoticus
Cornigerius maeoticus är en kräftdjursart som först beskrevs av Pengo 1879.  Cornigerius maeoticus ingår i släktet Cornigerius, och familjen Podonidae. Arten har ej påträffats i Sverige.